# Jan Morawski (jezuita)
Jan Morawski herbu Dąbrowa (ur. 29 grudnia 1633, zm. 24 czerwca 1700 w Poznaniu) – jezuita, kaznodzieja, pisarz teologiczny, nauczyciel.

## Życiorys
Pochodził z podlaskiej szlachty; jego rodzicami prawdopodobnie byli Marcin Morawski i Katarzyna z Godlewskich.
Do nowicjatu jezuitów wstąpił w 1651 roku. Po ukończeniu studiów został wyświęcony na prezbitera. Początkowo pracował w zakonnym kolegium w Kaliszu, gdzie w latach 1653–1655 uczył gramatyki. W kolejnych latach aż do 1659 roku studiował w Rzymie. Po powrocie został skierowany do kolegium zakonnego Jarosławiu, w którym pełnił funkcję rektora. Niedługo potem, w 1660 roku został przeniesiony ponownie do kolegium w Kaliszu, gdzie wykładał liczne przedmioty: etykę, matematykę, filozofię, logikę, fizykę, teologię dogmatyczną i konwersję moralną; ponadto przez 2 lata jako prefekt nadzorował wszystkie kaliskie szkoły. Następnie przeniesiony został do kolegium w Poznaniu na wykładowcę teologii, którym był w latach 1664–1678. Następnie na krótko w latach 1678–1680 został ponownie rektorem w Jarosławiu, po czym wrócił do Poznania na poprzednie stanowisko; pod koniec swojego tam pobytu był prefektem studiów wyższych. Od 1682 roku był kierownikiem studiów w kolegium Św. Piotra w Krakowie, a następnie rektorem nowicjatu. Ostatnim jego miejscem pobytu było kolegium w Poznaniu, dokąd przybył pod koniec 1689 roku. Do roku 1696 był jego rektorem, po czym zrezygnował i pozostał jedynie spowiednikiem kolegium.
Równolegle do pracy nauczycielskiej w kolejnych kolegiach Jan Morawski publikował liczne dzieła teologiczne w języku łacińskim i polskim. Dzięki tej działalności został zauważony przez króla Jana III Sobieskiego, co zaowocowało licznymi powołaniami do prowadzenia dysput z innowiercami. Był także deputatem prowincji polskiej jezuitów na XIII kongregację generalną w Rzymie w 1687 roku. Dzięki zdobytemu zaufaniu generała Tirso Gonzáleza otrzymał w 1688 roku zadanie napisania raportu o stanie polskiej prowincji zakonu.

## Dzieła
Napisał około 30 pism teologicznych w języku polskim i łacińskim, między innymi:
- Totius phihsophiae principia [...] de ente in communi (Poznań 1666)[1]
- Palaestra christianae pietatis[2] (Poznań 1669)[1]
- Quaestiones de Verbo Incarnato et de ejusdem admirabili Matre Virgine[3] (Poznań 1671)
- Quaestiones de Deo uno et trino (Poznań 1674)
- Quaestiones theologicae selectae ad totam Summam divi Thomae Aquinatis[4] (Kalisz 1681)
- Scintillae divini amoris (Kraków 1684)[1]
- Sancta Romana Ecclesia (Poznań 1690)[1]
- Duchowna theologia abo Kościół Ducha Świętego to jest człowiek doskonały[5] (Poznań 1695)[1]
- szereg popularnych modlitewników i rozmyślań religijnych

Książki te miały XVII i XVIII w. wiele kolejnych wydań, nawet do kilkunastu. Kasper Niesiecki opisał go słowami „Filozoficznych i teologicznych nauk wielka ozdoba i zaszczyt; w których tak celował, że innych zdania za sobą ciągnął”.